# Ticorea pedicellata
Ticorea pedicellata är en vinruteväxtart som beskrevs av Dc.. Ticorea pedicellata ingår i släktet Ticorea och familjen vinruteväxter. Inga underarter finns listade i Catalogue of Life.